# Tapinoma electrinum
Tapinoma electrinum este o specie dispărută de furnici din genul Tapinoma. Descrise de Dlussky în 2002, fosile ale speciei au fost găsite în chihlimbar Rovno în Ucraina, unde a fost descris un mascul fosilizat din specie.